# Roc Me Out
"Roc Me Out" é uma canção da cantora barbadense Rihanna, gravada para o seu sexto álbum de estúdio Talk That Talk. Foi composta por Ester Dean, Mikkel S. Eriksen, Tor Erik Hermansen, Rob Swire e Gareth McGrillen, sendo que a produção esteve a cargo da equipa norueguesa Stargate,  Swire e McGrillen. A sua gravação decorreu em 2011 nos estúdios Roc The Mic, em Nova Iorque, Westlake Recording Studios, em Los Angeles, na Califórnia e The Hide Out Studios, em Londres, no Reino Unido. Mesmo sem ter sido lançada como single, devido às descargas digitais posteriores ao lançamento do disco, conseguiu entrar na tabela musical Gaon International Chart da Coreia do Sul e UK Singles Chart do Reino Unido.
Musicalmente, deriva do género musical synthpop, sendo que o seu arranjo musical é composto por vocais, sintetizadores, guitarra e teclado. A letra retrata a cantora a seduzir o seu amante, enquanto lhe revela os seus "segredos indecentes". Os críticos estiveram divididos nas suas análises, sendo que alguns denominaram "Roc Me Out" como o destaque no disco, enquanto que outros criticaram as semelhanças em comparação com singles anteriores de Rihanna. Grande parte dos profissionais, também notaram a evidência da presença de Swire e McGrillen, membros da banda australiana Pendulum, na co-produção da obra.

## Antecedentes e desenvolvimento
Após o lançamento e aclamação do álbum anterior de Rihanna, Loud, a cantora revelou através da rede social Twitter que este seria relançado com novas músicas no outono de 2011, escrevendo que "a era Loud continuaria com novas canções para adicionar à coleção". Em setembro de 2011, a artista afirmou que os planos para o relançamento tinham sido cancelados, completando que o disco "tem o seu próprio corpo de trabalho, e como fizeram um enorme esforço merecem algo novo".
Em agosto de 2011, durante uma entrevista com a Mixtape Daily, o produtor Verse Simmonds pertencente à dupla The Juggernauts, que escreveram e produziram "Man Down", revelou que a cantora estava em fase de conclusão do seu sexto disco de originais. O duo também confirmou que tinha elaborado outros dois temas que poderiam ser incluídos no projecto, além de estarem interessados em escrever um terceiro devido ao facto da "excitação" pela artista ter gostado do seu trabalho. Em 15 de setembro de 2011, Rihanna em resposta a um fã através do seu perfil no Twitter, confirmou que as sessões de gravação estavam a decorrer e confidenciou que o álbum seria lançado no outono (hemisfério norte).

## Estilo musical e letra
"Roc Me Out" é uma canção de tempo moderado que deriva do género synthpop, com produção da equipa norueguesa Stargate, Rob Swire e Gareth McGrillen. A sua gravação, realizada por Eriksen, Miles Walker e Mike Anderson, decorreu em 2011 nos estúdios Roc The Mic, em Nova Iorque, Westlake Recording Studios, em Los Angeles, na Califórnia e The Hide Out Studios, em Londres, no Reino Unido. A sua composição foi construída com fortes vocais e acordes de guitarra. Consiste ainda no uso de sintetizadores e teclado, além da colaboração de Phil Tan, que esteve encarregado da sua mistura. Kuk Harrell e Marcos Tovar estiveram a cargo da gravação e arranjos vocais, com Jennifer Rosales como assistente, e por fim, Tim Blacksmith e Danny D. ficaram responsáveis pela produção executiva. Os críticos observaram semelhanças entre a música e trabalhos anteriores de Rihanna e da banda australiana Pendulum, cujos membros Swire e McGrillen estiveram envolvidos na conceção. Laurence Green do sítio MusicOMH descreveu o tema como uma colisão entre "Rude Boy" e "Slam" do grupo da Austrália. De acordo com Edward Keeble da revista Gigwise, a nível musical, a obra soa como uma combinação entre "Umbrella" e uma versão mais calma de "Slam".
A letra foi escrita por Ester Dean, Mikkel S. Eriksen, Hermansen, Swire e McGrillen. De acordo com a partitura publicada pela Universal Music Publishing Group, a música foi escrita em compasso simples de movimento hip-hop com um metrónomo de oitenta batidas por minuto. Composta na escala de mi menor, o alcance vocal da cantora vai desde a nota baixa de si até a mais alta de ré. Liricamente, a faixa retrata a artista a seduzir sexualmente o seu amante, enquanto lhe revela os seus "segredos indecentes". Em "Roc Me Out", Rihanna usa a sua "personagem alternativa e militarista", interpretando a letra "com um comando na direção condizente". A cantora reclama com o seu interesse amoroso ao longo das linhas "Está a levar muito tempo para meter a minha cabeça no chão / E os meus pés nas nuvens". Priya Elan da revista NME comentou que a música soa como um "relançamento de 'Rude Boy' a partir da sua entrega vocal na linha 'Vamos lá rapaz'". Segundo os analistas, a artista revela o seu "verdadeiro segredo indecente" através da passagem "Vou-te contar um pequeno segredo obsceno, apenas quero ser amada". David Amidon do PopMatters considerou que "não é exatamente um sentimento perigoso".

## Receção pela crítica

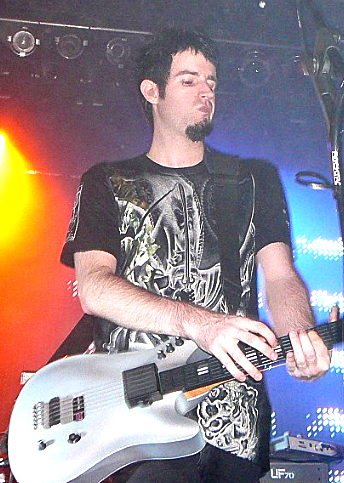
Os membros da crítica consideraram que a influência do co-produtor Rob Swire (foto), um dos membros da banda Pendulum, era evidente em "Roc Me Out".

As críticas após o lançamento da faixa foram geralmente positivas. Andy Kelman da Allmusic considerou que era "uma ameaça mais elegante do que 'G4L' de Rated R e 'S&M' de Loud". Andrew Unterberger do sítio Pop Dust concluiu que a canção era "um pouco menos bombástica do que "Hard"" e que quanto a cantora estava no controlo "é sempre uma coisa esplendorosa". Unterberger também salientou que era uma "identidade" e que quando pensassem no álbum, "esta seria uma das músicas que se iria destacar". Sam Lansky do blogue MTV Buzzworthy escreveu que a obra soa "agressiva e um pouco sinistra", e "não teria ficado mal colocado em Rated R". Julianne Shepherd da Spin afirmou que a partir de um outro artista, seria uma música sobre auto-dúvida, mas a partir de Rihanna, "é como se estivesse a reter intencionalmente a fé e dá-la de volta apenas para [nos] atormentar".
Reem Buhazza do periódico de Abu Dhabi, The National, considerou que "Roc Me Out", em conjunto com "You Da One" e "Talk That Talk", são "a combinação vencedora feitas para a sensibilidade da rádio pop". Edward Keeble da Gigwise considerou que o tema era "vibrante" e concluiu que a co-produção de Rob Swire, membro da banda Pendulum, "é mais que evidente". Laurence Green do MusicOMH concordou com a opinião de Buhazza, complementando que achava a canção "surpreendente" e "fora do padrão". Giovanny Caquias do portal CultureBlues realçou que o registo estava num "núcleo de vagabundagem", ao lado de "Cockiness (Love It)", "Birthday Cake" e "Watch n' Learn". Caquias explicou que a presente faixa "é mais desenvolvida que as outras, mas ainda assim, muito medíocre para tornar-se no vigésimo primeiro single de Rihanna". Tuyet Nguyen do jornal The A.V. Club criticou a melodia, descrevendo-a como "quase risível". No entanto, o editor também explicou que "Rihanna é uma atriz, não uma compositora", e que o que canta é "menos relevante do que o que vende: uma provocação que é o suficiente para parecer poderosa, mas não tão radical". Maz Halima da Flavour Magazine redigiu uma análise desfavorável à canção, afirmando que, quando a ouviu, ficou "um pouco chateada" por causa do som semelhante ao de "Rude Boy".

## Desempenho nas tabelas musicais
Após o lançamento de Talk That Talk, "Roc Me Out" atingiu a 73.ª posição como melhor na Gaon International Chart da Coreia do Sul. Também entrou na UK Singles Chart no 176.º lugar a 3 de dezembro de 2011, devido ao número de descargas digitais.

### Posições
| Tabela musical (2011)                    | Melhor posição |
| ---------------------------------------- | -------------- |
| Coreia do Sul - Gaon International Chart | 73             |
| Reino Unido - UK Singles Chart           | 176            |

## Créditos
Todo o processo de elaboração da canção atribui os seguintes créditos pessoais:
- Rihanna – vocalista principal;
- Ester Dean - composição;
- Mikkel S. Eriksen - composição, produção, instrumentos, gravação;
- Tor Erik Hermansen - composição, produção, instrumentos;
- Rob Swire - composição, produção;
- Gareth McGrillen - composição, produção;
- Miles Walker, Mike Anderson - gravação;
- Kuk Harrell -  produção e gravação vocal;
- Marcos Tovar - gravação vocal;
  - Jennifer Rosales - assistência;
- Phil Tan - mistura;
  - Daniella Rivera - assistência;
- Tim Blacksmith,  Danny D. - produção executiva.